# أورشكا كلاكوتشار زوبانتشيتش
أورشكا كلاكوتشار زوبانتشيتش Urška Klakočar Zupančič (19 يونيو 1977)  هي سياسية من سلوفينيا. وهي عضو ونائبة رئيس حزب حركة الحرية. في الانتخابات البرلمانية السلوفينية 2022 ، تم انتخابها لعضوية جمعية سلوفينيا الوطنية. وفي 13 مايو 2022، تم انتخابها رئيسة لمجلس الأمة، لتصبح أول امرأة تتولى هذا المنصب. قبل ذلك عملت أورشكا كلاكوتشار زوبانتشيتش في السلطة القضائية لمدة 15 عاما، بما في ذلك منصب مستشار قضائي كبير في مكتب رئيس المحكمة العليا.